# Trest smrti ve Svazijsku
Trest smrti ve Svazijsku je legální formou trestu. Přesto poslední poprava byla v zemi vykonána v roce 1983. Proto je Svazijsko podle Amnesty International řazeno mezi abolicionisty v praxi. Na konci roku 2021 čekala v cele smrti jedna osoba. Svazijsko nepřistoupilo k Mezinárodnímu paktu o občanských a politických právech.

## Pravidla trestu smrti
Jedinou povolenou metodou popravy je oběšení, tedy metoda, kterou přijaly téměř všechny bývalé britské kolonie. Trest smrti není ve svazijském právu mandatorní za žádný zločin. Podle svazijského práva král předsedá soudní, výkonné i zákonodárné moci a ponechává si konečnou pravomoc nad odsouhlasením vykonání popravy. Král Mswati III., který nastoupil na trůn v roce 1986, nepovolil během své vlády žádnou popravu.

## Historie
V březnu 1998 byl chovatel dobytka Mbhundlana Dlamini odsouzen za rituální vraždu devítiletého chlapce. Obecně se očekávalo, že bude popraven do konce roku, ale svazijské úřady nenašly nikoho, kdo by popravu vykonal. Ministr spravedlnosti Svazijska Maweni Simelani řekl, že svazijské úřady hledají člověka, který by "měl na to", aby provedl popravy zbývajících vězňů v cele smrti. Dodal, že na tuto práci uvítá i ženy.
V roce 2000 bylo k trestu smrti odsouzeno 5 mužů. Podíleli se na dvojnásobné vraždě pastora a jeho manželky poté, co je obvinili z čarodějnictví.
Dne 1. dubna 2011 byl vynesen trest smrti nad Davidem Thabou Simelanem, sériovým vrahem, který měl na svědomí vraždy 28 až 45 žen a dětí. Podle úřadů začal Simelane vraždit v 90. letech 20. století a pokračoval až do 25. dubna 2001, kdy ho policie na základě tipu zatkla. Mezi jeho zatčením a rozsudkem smrti uplynulo devět let.

### Poslední poprava
Od zisku nezávislosti na Spojeném království v roce 1968 do poslední vykonané popravy v roce 1983, bylo v zemi popraveno 34 osob.
Poslední poprava ve Svazijsku byla vykonána 2. července 1983, kdy bylo v hlavním městě Mbabane oběšeno osm lidí, sedm mužů a jedna žena, a to za různé zločiny. Popravenou ženou byla Phillipa Mdluli, 48letá majitelka restaurace, která zavraždila dvouletou dceru svého zaměstnance kvůli částím jejího těla pro použití v tradiční medicíně muti, která je praktikována v jižní části Afriky. S popravami Svazijsku pomohl kat z Jižní Afriky, který popravy provedl.